# Язан, Юрий Порфирьевич
Ю́рий Порфи́рьевич Яза́н (1929, Червлённая — 1999, Москва) — советский и российский учёный в области охотоведения и зоологии, доктор биологических наук, профессор, директор ВНИИ Природы (1983—1989). В течение 9 лет возглавлял специализированный совет по защите кандидатских и докторских диссертаций ВСХИЗО.

## Биография
Родился в станице Червлённая. Дагестанской АССР в 1929 году в семье лесничего, бывшего, по словам Ю. П. Язана, потомственным терским казаком, и врача. Детство проводил среди лесов и степей, часто ходя с отцом на охоту, что и предопределило его будущее направление.
Самостоятельно охотиться начал в школьном возрасте.
Вопреки воле родителей Юрий Порфирьевич поступил на факультет охотоведения Московского пушно-мехового института, где учился с такими в дальнейшем знаменитыми учеными, как директор ЦНИЛ Главохоты РСФСР Д. В. Дёжкин и главный редактор журнала «Охота и охотничье хозяйство» О. К. Гусев.
В 1953 году он успешно окончил МПМИ и устроился на работу в Печёро-Илычский государственный природный биосферный заповедник научным сотрудником, где достиг должности сначала заместителя директора, а затем и директора заповедника. Во время работы в заповеднике изучал преимущественно бобра, лося, северного оленя, медведя и мелких хищников.
В 1963 году успешно защитил диссертацию на соискание учёной степени кандидата биологических наук на тему «Биологические особенности и пути хозяйственного освоения мигрирующих лосей Печорской тайги».
В 1964—1965 заведовал Северо-Кавказским отделением ВНИИОЗ.
С 1966 по 1972 работал заместителем директора ВНИИОЗ в Кирове.
В 1972 году Ю. П. Язану была присуждена учёная степень доктора биологических наук за диссертацию на тему «Биология популяций промысловых млекопитающих Печорской тайги».
В 1972 году переехал в Москву и возглавил отдел экологии охотничьих зверей и птиц ЦНИЛ Главохоты РСФСР.
С 1983 по 1989 год Юрий Порфирьевич Язан работал директором ВНИИ Природы.
С 1991 года и до самой смерти профессор Ю. П. Язан являлся заведующим кафедрой Охотоведения и экологии Зооинженерного факультета ВСХИЗО.
Юрий Порфирьевич Язан умер в 1999 году и был похоронен на Востряковском кладбище в Москве.

## Публикации
Профессор Ю. П. Язан опубликовал более 200 научных статей по охотоведению и зоологии, а также около 10 монографий и книг.

### Книги
- Печёро-Илычский заповедник — М.: Знания, 1968. — 48 с.
- Охотничьи звери печорской тайги — Киров: Волго-Вятское книжное издательство. Кировское отделение, 1972. — 382 с.
- Росомаха — М.: Лесная промышленность, 1974. — 48 с.
- Охота на копытных. Лось — М.: Лесная промышленность, 1976. — 166 с.

### Статьи
- Ю. Язан, В. Зимаков. Охота в Никарагуа // журнал «Охота и охотничье хозяйство», № 5, 1981. стр.28-29
- Ю. Язан, В. Зимаков. Охраняемые природные территории Никарагуа // журнал «Охота и охотничье хозяйство», № 2, 1987. стр.28-29
- Ю. Язан, В. Зимаков. Охота в Никарагуа // журнал «Охота и охотничье хозяйство», № 4, 1988. стр.28-29